# Svibovec Podravski
Svibovec Podravski je vesnice ve Varaždinské župě v Chorvatsku. Je součástí opčiny Sračinec.
V roce 2001 zde žilo 989 obyvatel.